# Astragalus drusorum
Astragalus drusorum är en ärtväxtart som beskrevs av Pierre Edmond Boissier. Astragalus drusorum ingår i släktet vedlar, och familjen ärtväxter. Inga underarter finns listade i Catalogue of Life.